# Luís Filipe Castro Mendes
Luís Filipe Carrilho de Castro Mendes, né à Idanha-a-Nova en 1950, est un écrivain, poète et romancier portugais. 
De 2016 à 2018, il est le ministre de la culture du XXIe gouvernement constitutionnel du Portugal.

## Biographie
En 1974, il est diplômé en droit de la faculté de droit de l'université de Lisbonne (1974). À partir de 1975 et jusque dans les années 1980, il mène une carrière diplomatique, en occupant des postes successifs à Luanda, Madrid, Paris et au Conseil de l'Europe. Il retourne ensuite à Lisbonne, où il est responsable de la direction des services vers l'Amérique du Sud, au ministère des Échanges extérieurs. Ensuite, entre 1995 et 1997, il est chef de cabinet du secrétaire d'État au Commerce extérieur et à la Coopération. Après cette période, il  exerce la charge de consul du Portugal à Rio de Janeiro.
En 2010, il remplace Manuel Maria Carrilho comme ambassadeur à l'UNESCO et en 2012 exerce des fonctions au Conseil de l'Europe. 
Il fait ses débuts comme poète de 1965 à 1967, en publiant des poèmes dans le supplément jeunesse de Diário de Lisboa et dans le supplément littéraire du quotidien República. Il commence à publier des livres de poésie dans les années 1980. Recados (1983) est un « travail où il impose immédiatement deux des caractéristiques les plus frappantes de sa poésie : la virtuosité dans le traitement des formes poétiques traditionnelles et l'intertextualité, avec des références très présentes à plusieurs écrivains, comme Emily Dickinson, Rilke, Nietzsche, Jorge Luís Borges, Rimbaud, etc. »,.

## Œuvres

### Poésie
- Gestos. [?]
- 1983 - Recados.
- 1985 - Seis elegias e outros poemas.
- 1991 - A Ilha dos Mortos.
- 1993 - Viagem de Inverno.
- 1994 - O Jogo de fazer versos.
- 1996 - Modos de música.
- 1997 - Quadras ao gosto pessoano.
- 1998 - Outras canções.
- 1999 - Poesia reunida : 1985-1999 : avec un livre inédit Os amantes obscuros.
- 2001 - Os Dias inventados.
- 2007 - Os amantes obscuros : poemas escolhidos (1985-2001). – Édition bilingue, en portugais et danois.
- 2011 - Lendas da Índia. - Prix António Quadros
- 2014 - A misericórdia dos mercados.
- 2016 - Outro Ulisses regressa a casa.

### Romans
- 1984 - Areias escuras.
- 1995 - Correspondência secreta. En français, Correspondance secrète

### Essais
- Depois da queda: as organizações europeias face a um sistema internacional em mudança (1989-1993), article, in Política Internacional, vol. 1, no 7/8 (automne 1993), dir. João Ferreira de Sousa, Lisbonne, p. 19.

### Décorations
- Grand officier de l'ordre de l'Infant de l'ordre D. Henrique de Portugal (18 mars 1986)[7]
- Commandeur de l'ordre du Mérite du Portugal (12 septembre 1991)[7]
- Grand-croix de l'ordre du Mérite du Portugal (28 janvier 2003)[7]

### Entretien
- Entrevista, au Brésil, avec un poète à propos de l'œuvre Poesia Reunida (1999)